# Rosa y negro
Rosa y negro es una película franco-española dirigida, escrita y protagonizada por Gérard Jugnot. Definida por sus creadores como "una comedia sobre la intolerancia", "Rosa y negro" se traslada a la España del siglo XVI para recordar que hace poco tiempo se mataba a judíos, musulmanes y homosexuales en nombre de Dios. Una idea que, aunque se desarrolla con mucho humor y fantasía, puede resultarle cercano al espectador de hoy en día. La idea de Jugnot era hablar con ligereza de asuntos graves, y hacerlo recordando las viejas comedias de capa y espada, amparadas por un colorido diseño de producción.

## Rodaje
Gran parte del rodaje se ha realizado en el casco histórico de Baeza. La concejala de Cultura, Dolores Marín, se mostró entusiasmada con la repercusión que la ciudad logra en el exterior gracias a eventos como éste. Algo que ya les había ocurrido con Alatriste y La conjura de El Escorial.

## Sinopsis
En 1577, el modisto Pic Saint Loup viaja a España con la orden de diseñarle un suntuoso traje a Enrique III de Francia para la boda entre su sobrino y la hija de un noble español. Saint Loup está acostumbrado a llenar La vida de sus clientes de color de rosa, pero su alegría y peculiar estilo contrastan con la intolerancia de un país ultracatólico que persigue al diferente. Todo se complica cuando el sastre, y sus llamativos ayudantes, llegan a la casa del padre de la novia: el Gran Inquisidor de Sevilla.

## Crítica
Sus películas son a cual más prescindible, nada que ver con su muy agudo talento actoral, y anda cada vez más escorado hacia el lado de la risa gruesa y el humor tontorrón desorejado. En la Europa mediterránea nos interesa más este cine francés chillón y vodevilesco que el otro. Jugnot no es bobo y explota esa debilidad de mercado asociándose con España, país en el que sus películas se venden como churros, fichando actores de aquí para hacer las tonterías de allí.
Jugnot no le coge el pulso a la comedia, que siempre anda desafinada varios tonos y que no encuentra, o no quiere encontrar, un punto de moderación que la libere de su desmadrada incontinencia.